# Жвания, Дмитрий Дмитриевич
Дмитрий Дмитриевич Жвания (род. 1 августа 1967, Ленинград, РСФСР, СССР) — российский журналист, историк, общественный и политический деятель, один из основателей российского движения ультрас, член международного союза журналистов, председатель регионального отделения политической партии "Родина" в Санкт-Петербурге.

## Биография
Родился 1 августа 1967 года в Ленинграде в семье инженеров-картографов. После 8 класса общеобразовательной школы № 356 с углубленным изучением немецкого языка поступил в Ленинградское мореходное училище по специальности «матрос-моторист». После мореходного училища отслужил в Советской армии в Главном разведывательном управлении. После срочной службы поступил в Ленинградский государственный педагогический институт им. А. И. Герцена (ныне Российский государственный педагогический университет им. А. И. Герцена) на факультет истории, обществоведения и права (ныне факультет социальных наук). По окончании обучения в 1992 году была присвоена квалификация «учитель истории и обществоведения». Затем преподавал в школе и в то же время учился в аспирантуре Санкт-Петербургского государственного аграрного университета, защитил кандидатскую диссертацию. Защита диссертации состоялась в ноябре 1997 года в Северо-Западной академии государственной службы (ныне Северо-Западный институт управления РАНХиГС при Президенте РФ). После успешной защиты была присвоена научная степень кандидата исторических наук.

## Журналистика
- 1995—1997 годы — корреспондент газеты «Смена» (отдел политики, с января 1996 года заведующий международным отделом);
- 1997—1998 годы — корреспондент газеты «Комсомольская правда» в Санкт-Петербурге (творческая специализация «Проблемы молодёжи, молодёжная политика»);
- 1998—1999 годы — корреспондент газеты «Московский комсомолец» в Санкт-Петербурге (творческая специализация «современная культура»);
- 1999—2000 годы — корреспондент газеты «Комсомольская правда» в Санкт-Петербурге (творческая специализация «современная культура»);
- 2000—2002 годы — заведующий отделом оперативной информации, заместитель главного редактора в газете «Петербург-Экспресс»;
- 2002 год — заведующий отделом светской хроники и молодёжной культуры в газете «Комсомольская правда» в Санкт-Петербурге;
- 2002—2003 годы — заместитель главного редактора газеты «Смена» (курировал социально-политическое направление);
- 2003—2005 годы — шеф-редактор газеты «Петербургский курьер» (курировал социально-политическое направление, готовил социальные спецрепортажи);
- 2005—2007 годы — заведующий отделом интернет-проектов Издательской группы «Кросс-медиа»;
- 2007—2009 годы — генеральный директор ООО «Медиа. С-Пб»;
- С 2010 года по н. в. — главный редактор общественно-политического интернет-портала «Новый смысл»[1];
- 2014—2015 — главный редактор сайта «Мой район»;
- 2016—2017 — выпускающий редактор общественно-политического интернет-журнала «Интересант»;
- 2017 года по н. в. — главный редактор общественно-политического интернет-портала «Родина на Неве».

## Общественная деятельность
Начинал свою общественную деятельность членом Анархо-коммунистического революционного союза, впоследствии перешёл на марксистские позиции, и в 1990 году возглавил троцкистскую группу «Революционные пролетарские ячейки», которая вместе с ним влилась в НБП в 1997 году, которую впоследствии покинул.
В 1990-е проходил стажировку в штабе Четвёртого интернационала, устраивал многочисленные акции протеста и перформансы, что позже было описано им в автобиографической книге «Путь хунвейбина». В 2011 году вышла другая автобиографическая книга — «Битва за сектор», в которой Жвания описывает своё участие в движении ультрас ФК «Зенит» и ХК «СКА».
Был инициатором создания и активистом левого Движении сопротивления имени Петра Алексеева, существовавшего в 2004—2012 годах. Позже перешёл на национал-синдикалистские, затем ультраправые консервативные и националистические позиции.
В настоящее время возглавляет профсоюз «Трудовая Евразия».
С октября 2017 года член Исполкома Ленинградского областного отделения Всероссийской политической партии «Родина», редактор сайта «Родина на Неве».
Участвовал в выборах в Государственную думу VIII созыва по 113 одномандатному округу (Волховскому), а также под первым номером в списке партии «Родина» в Ленинградской области.
В 2022 году избран председателем политической партии «Родина» в Санкт-Петербурге, членом федерального политического Совета партии . 

## Преподавательская деятельность
- 1994—1995 — читал курс лекций по истории политических учений и русской истории в частном Институте правоведения и предпринимательства (г. Пушкин).
- 1998—1999 — будучи преподавателем кафедры истории России Санкт-Петербургского государственного аграрного университета, читал курс лекций и вел семинары по русской истории. Звание — докторант кафедры.
- 2009 — читал курс лекций в рамках мастер-класса на тему «Журналистские расследования» на факультете журналистики (кафедра периодической печати) Санкт-Петербургского государственного университета.

## Творчество
В 2006 году вышел в печать документальный роман «Путь хунвейбина», в котором Дмитрий Жвания описал перипетии своей политической биографии: поездки на стажировку в штаб троцкистского интернационала, сотрудничество с Эдуардом Лимоновым, многочисленные уличные акции и перформансы.

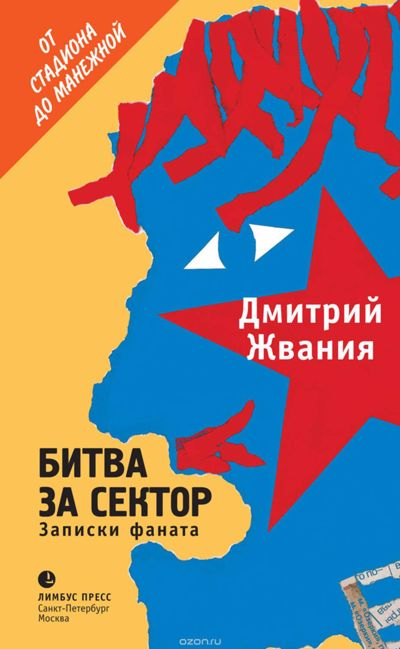
Обложка книги «Битва за сектор. Записки фаната»

В 2011 году выпустил автобиографическую книгу «Битва за сектор» в жанре нон-фикшн о своем участии в ультрас-движении футбольного клуба «Зенит» и хоккейной команды «СКА». Презентация состоялась в феврале в книжных магазинах «Дом книги» и «Буквоед». В книге описано зарождение фанатского движения в Советском Союзе в середине 1980-х.
В интервью изданию «Собака.ру» Дмитрий отметил: «По этому тексту интересующийся читатель сможет разобраться, кто такие ультрас, какое у них отношение к команде, игре, выездам, алкоголю, женщинам. Прочитав эту книгу, люди перестанут считать настоящим фанатом человека с пивом, в шарфе и шапке с рогами, который иногда, по выходным, приходит на стадион»